# ۶۸۳ (خورشیدی)
۶۸۳ ششصد و هشتاد و سومین سال هجری خورشیدی است.